# 第七の予言
『第七の予言』(Seventh Son of a Seventh Son)は、アイアン・メイデンの7枚目のスタジオアルバム。1988年4月11日に発売された。

## 解説
バンドにとって2作目の全英アルバムチャート1位獲得作品となった。また、「キャン・アイ・プレイ・ウィズ・マッドネス」（全英3位）、「ジ・イーヴル・ザット・メン・ドゥ」（全英5位）、「透視能力者」（全英6位）といったシングル・ヒットも生まれた。
『死霊復活』を除いた7枚目のアルバムということが強く意識されており、歌詞のさまざまなところにSevenという言葉が多用された。7人目の息子＝Devilという説もある。
本作を最後に、エイドリアン・スミスがバンドを脱退する（後に復帰）。

## 収録曲
1. ムーンチャイルド - Moonchild (Adrian Smith, Bruce Dickinson)[5:40]
2. インフィニット・ドリームス - Infinite Dreams (Steve Harris) [6:09]
3. キャン・アイ・プレイ・ウィズ・マッドネス - Can I Play with Madness (Smith, Dickinson, Harris) [3:31]
4. ジ・イーヴル・ザット・メン・ドゥ - The Evil That Men Do (Smith, Dickinson, Harris) [4:34]
5. 第七の予言 - Seventh Son of a Seventh Son  (Harris) [9:53]
6. ザ・プロフェシー - The Prophecy (Dave Murray, Harris)  [5:05]
7. 透視能力者 - The Clairvoyant (Harris)  [4:27]
8. オンリー・ザ・グッド・ダイ・ヤング - Only the Good Die Young  (Harris, Dickinson) [4:41]

## 参加ミュージシャン
- スティーヴ・ハリス  Steve Harris - ベース、ヴォーカル
- ブルース・ディッキンソン  Bruce Dickinson - リード・ヴォーカル
- デイヴ・マーレイ  Dave Murray - ギター
- エイドリアン・スミス  Adrian Smith - ギター、ギターシンセサイザー、ヴォーカル
- ニコ・マクブレイン  Nicko McBrain - ドラムス